# Saint-Eugène (Charente-Maritime)
Saint-Eugène ist eine französische Gemeinde mit 285 Einwohnern (Stand: 1. Januar 2022) im Département Charente-Maritime in der Region Nouvelle-Aquitaine (vor 2016 Poitou-Charentes); sie gehört zum Arrondissement Jonzac und zum Kanton Jonzac. Die Einwohner werden Saint-Eugénois genannt.

## Geographie
Saint-Eugène liegt etwa 81 Kilometer nordnordöstlich von Bordeaux. Nachbargemeinden von Saint-Eugène sind Saint-Palais-du-Né im Norden, Lachaise im Osten und Nordosten, Barret im Osten, Guimps im Osten und Süden, Brie-sous-Archiac im Süden und Südwesten, Arthenac im Westen sowie Archiac im Nordwesten.

## Bevölkerungsentwicklung
| Jahr                       | 1962 | 1968 | 1975 | 1982 | 1990 | 1999 | 2006 | 2019 |
| Einwohner                  | 407  | 374  | 362  | 316  | 319  | 292  | 313  | 286  |
| Quellen: Cassini und INSEE |      |      |      |      |      |      |      |      |

## Sehenswürdigkeiten
- Kirche Saint-Eugène aus dem 12. Jahrhundert, Monument historique seit 1925

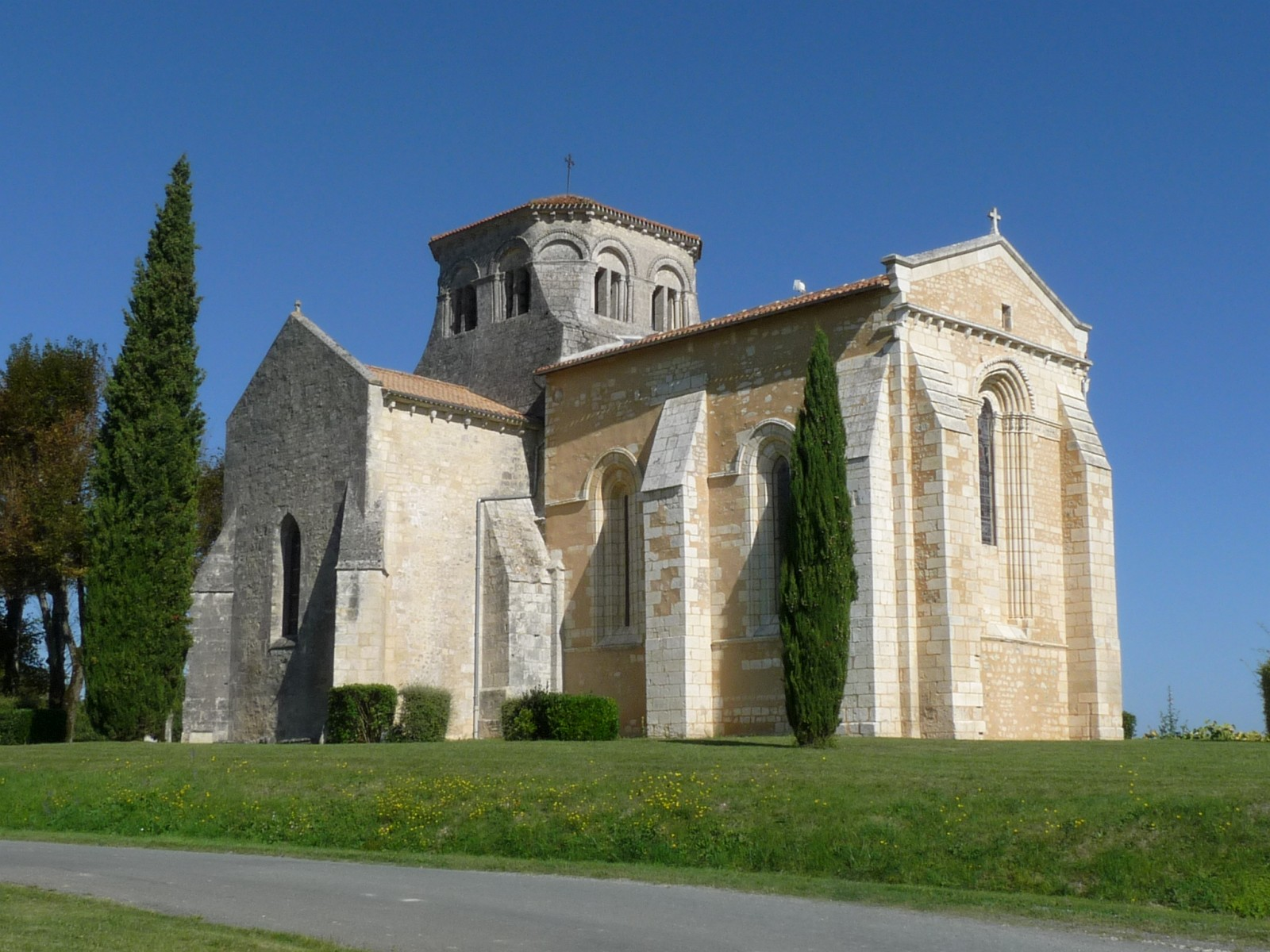
Kirche Saint-Eugène